# Black Kirin
Black Kirin (chinesisch 黑麒) ist eine im Jahr 2012 gegründete Folk-Metal-Band aus Changchun, Jilin, Volksrepublik China.

## Geschichte
Black Kirin wurde im Jahr 2012 als Solo-Musikprojekt des Gitarristen und Liedtexters Sen Fang gegründet und fungiert seit 2015 mit der Aufnahme weiterer Musiker als vollwertige Band. Black Kirin besteht nach mehreren Wechseln in der Besetzung aus Sen Fang, Sänger Jingtian Zhang, dem zweiten Gitarristen Baoxin Wang, dem Bassisten Wei Huai, sowie aus Schlagzeuger Cong Dusi und der Huadan Kaori.
Zwischen dem Gründungsjahr 2012 als Soloprojekt und der Formierung als Band im Jahr 2015 wurden zwei EPs und drei Singles herausgegeben. Mit National Trauma wurde im Dezember 2015 das Debütalbum bei Pest Productions veröffentlicht. Das Album erschien bilingual auf Chinesisch und Englisch. Im Folgejahr veröffentlichte Black Kirin mit Xiao Shao und Live in Shenzhen B10 ein weiteres Album und eine Live-CD, jeweils in Eigenproduktion. Im Jahr 2017 wurde mit Jīngling Ji das dritte Album veröffentlicht. Dieses erschien wie das Debütalbum über Pest Productions. 2018 brachte Black Kirin eine Kompilation auf fünf Musikkassetten heraus, die die ersten Werke der Gruppe umfasst. Im Jahr 2019 erfolgte die Herausgabe des vierten Studioalbums Qinhuai, ehe im Jahr darauf eine weitere Kompilation und ein weiteres Live-Album veröffentlicht wurden. Die Aufnahmen auf dem Live-Album stammen aus einem Konzert aus dem gleichen Jahr bei der die Gruppe von einem Orchester begleitet wurde.
In einem Interview im Jahr 2017 erklärte Gründer San Feng, dass Black Kirin im Vergleich zu anderen chinesischen Metalbands relativ wenig Konzerte spielen. Zwischen dem 3. und 19. November gleichen Jahres absolvierte die Band eine Konzertreise durch die Volksrepublik China, welche dreizehn Auftritte umfasste. Im März des Jahres 2018 spielte die Gruppe auf dem 330 Metal Music Festival, dem größten Metalfestival des Landes.

## Musik
In einem Interview aus dem Jahr 2017 erklärte Bandgründer und Songwriter Sen Fang, dass neben traditionellem Metal auch die chinesische Musik zu seinen persönlichen Einflüssen zählt. So ist das Lied Da Qu eine Coverversion des gleichnamigen Stückes des chinesischen Folk-Musikkomponisten Jiang Ying. Neben den für die für den Metal typische Instrumentalisierung kommen auch traditionelle Instrumente wie Guzheng, Erhu und Xun zum Einsatz. Zum Einsatz kommt neben dem für den Folk Metal typisch gegrowlten Gesang auch Operngesang aus der chinesischen Oper. Der Schreigesang erinnere dabei an die Frühwerke von Darkthrone und Burzum.
Sen Fang sieht die Musik der Gruppe nicht als Black Metal.

## Diskografie
- 2013: Nanjing (EP, Cold Woods Productions)
- 2014: Warlords (Single, Cold Woods Productions)
- 2014: Patio Spring Snow (Single, Eigenproduktion)
- 2015: Mother (EP, Eigenproduktion)
- 2015: Blood Feud (Single, Eigenproduktion)
- 2015: National Trauma (Album, Pest Productions)
- 2016: Xiao Shao (Album, Eigenproduktion)
- 2016: Live in Shenzhen B10 (Live-Album, CD+DVD, Eigenproduktion)
- 2017: Wangchun River (Single, Eigenproduktion)
- 2017: Jīngling Ji (Album, Pest Productions, Northeast Steel Industry)
- 2018: Black Kirin Box Tape (Album+EP, 5xTape, Eigenproduktion)
- 2019: Qinhuai (Album, Pest Productions)
- 2020: Gengzi (Kompilation, Pest Productions)
- 2020: Qian Nian (Live-Album, 2xCD+2xDVD, Eigenproduktion)